# Legion samobójców
Legion samobójców (ang. Suicide Squad) − amerykański film akcji na podstawie drużyny antybohaterów o tej samej nazwie, znanej z komiksów DC Comics. Jest to trzecia produkcja wchodząca w skład franczyzy DC Extended Universe. Legion samobójców został wyreżyserowany i napisany przez Davida Ayera. W głównych rolach wystąpili: Will Smith, Jared Leto, Margot Robbie, Joel Kinnaman, Viola Davis, Jai Courtney, Jay Hernandez, Adewale Akinnuoye-Agbaje, Scott Eastwood, Karen Fukuhara, Ike Barinholtz i Cara Delevingne.
Światowa premiera filmu miała miejsce 1 sierpnia 2016 roku w Nowym Jorku. W Polsce zadebiutował on 5 sierpnia tego samego roku. Produkcja zarobiła na całym świecie ponad 746 milionów dolarów i stała się dziesiątym najbardziej dochodowym filmem 2016. Film otrzymał jednak głównie negatywne recenzje od krytyków, chwalono obsadę i charakteryzację, krytykowano natomiast fabułę, reżyserię, montaż i postacie.
Legion samobójców podczas 89. ceremonii wręczenia Nagród Akademii Filmowej otrzymał statuetkę za najlepszą charakteryzację i fryzury. W 2020 pojawił się spin-off filmu, Ptaki Nocy. W 2021 premierę miała kontynuacja filmu Ayera, w której powróciła część obsady znanej z pierwszej części.

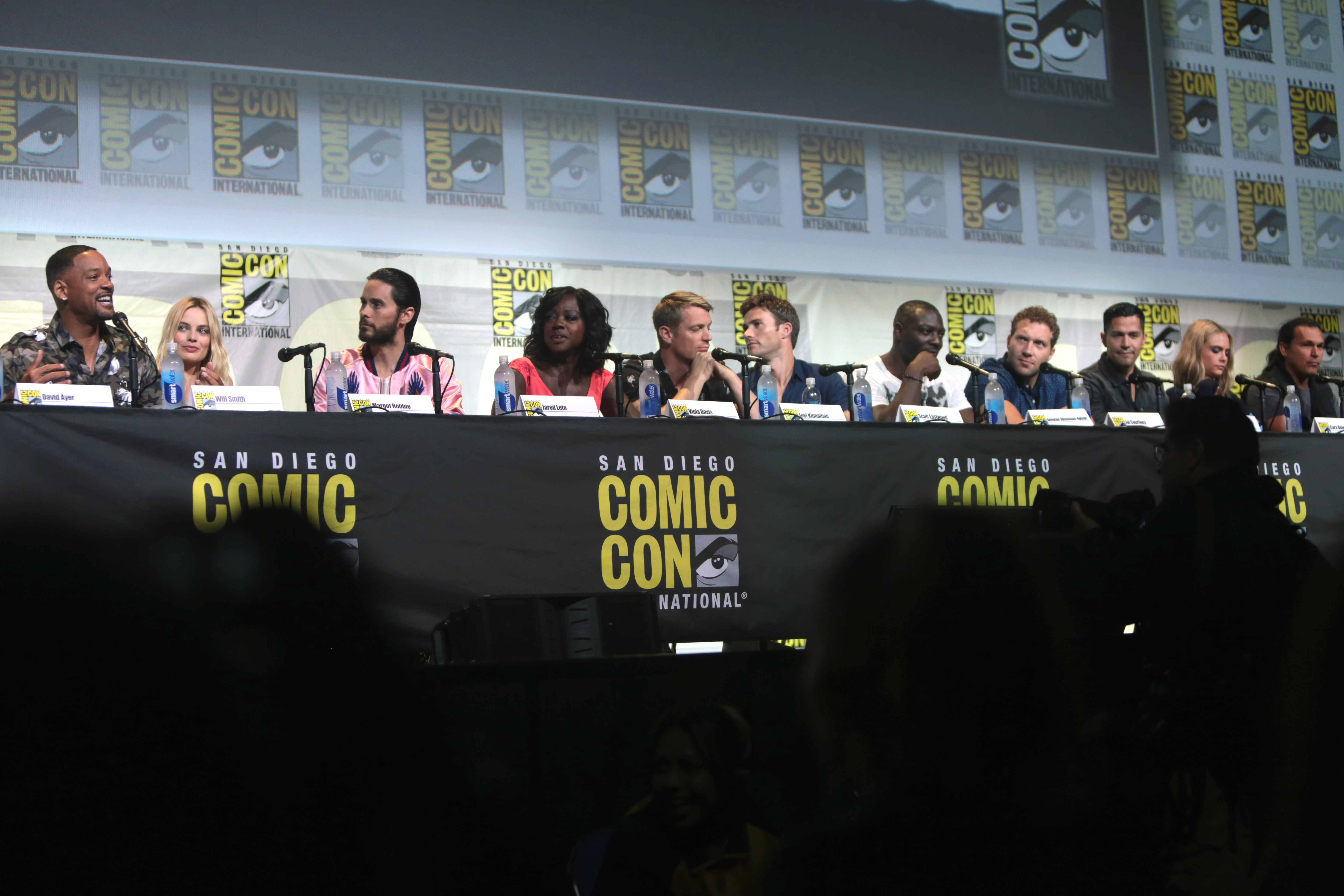
Obsada filmu podczas San Diego Comic-Con w lipcu 2016

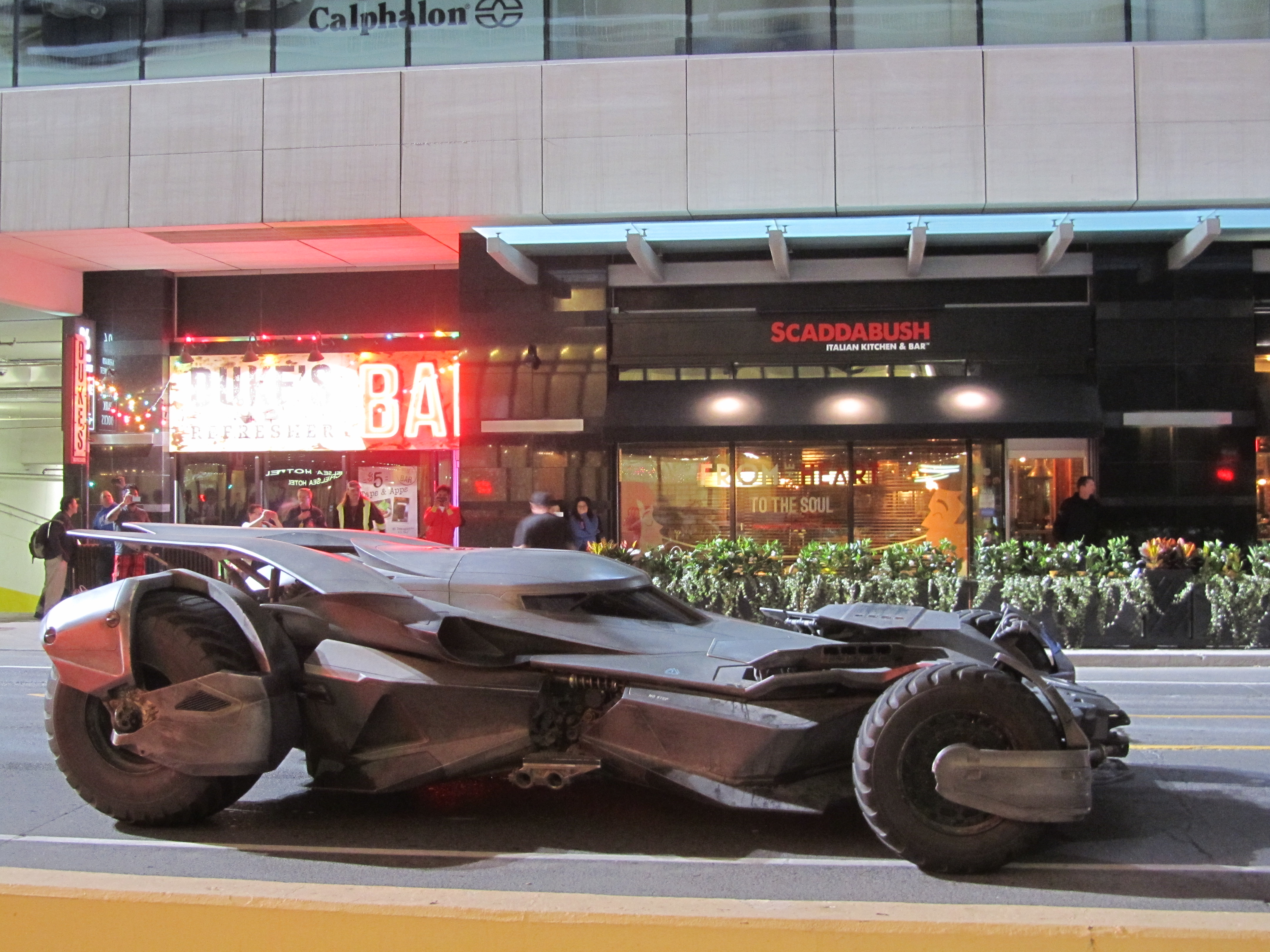
Batmobil używany w filmie

## Fabuła
Tajna agencja rządowa o nazwie A.R.G.U.S. pod kierownictwem Amandy Waller (Viola Davis) tworzy drużynę Legion samobójców składającą się z najgroźniejszych przestępców na świecie. W skład zespołu wchodzą między innymi takie postacie jak Harley Quinn (Margot Robbie), Kapitan Boomerang (Jai Courtney), Enchantress (Cara Delevingne), Katana (Karen Fukuhara), Deadshot (Will Smith) i szef oddziału Rick Flagg (Joel Kinnaman). Bohaterowie dowiadują się, że nie zostali wybrani dlatego, iż mają szansę wygrać, ale dlatego, że nikt nie będzie ich żałował, gdy poniosą klęskę. Pomimo początkowych kłótni w drużynie, udaje im się porozumieć, aby wypełnić niebezpieczną misję w zamian za zmniejszenie kary więzienia.

## Obsada
| Postać                               | Aktor                    | Polski dubbing     |
| ------------------------------------ | ------------------------ | ------------------ |
| Floyd Lawton / Deadshot              | Will Smith               | Marek Bukowski     |
| Joker                                | Jared Leto               | Borys Szyc         |
| Dr Harleen F. Quinzel / Harley Quinn | Margot Robbie            | Anna Smołowik      |
| George Harkness / Kapitan Boomerang  | Jai Courtney             | Leszek Lichota     |
| June Moone / Enchantress             | Cara Delevingne          | Lidia Sadowa       |
| Rick Flagg                           | Joel Kinnaman            | Adam Szyszkowski   |
| Waylon Jones / Killer Croc           | Adewale Akinnuoye-Agbaje | Mikołaj Klimek     |
| Christopher Weiss / Slipknot         | Adam Beach               | Zbigniew Kozłowski |
| Chato Santana / El Diablo            | Jay Hernández            | Karol Wróblewski   |
| Tatsu Yamashiro / Katana             | Karen Fukuhara           | Monika Pikuła      |
| Amanda Waller                        | Viola Davis              | Danuta Stenka      |
| Bruce Wayne / Batman                 | Ben Affleck              | Jacek Rozenek      |

## Produkcja

### Rozwój projektu
Po raz pierwszy film został ogłoszony przez Warner Bros. w 2009, z Danem Linem jako producentem, Stephenem Gilchristem jako współproducentem oraz Justinem Marksem jako scenarzystą.
We wrześniu 2014 David Ayer podpisał kontrakt na wyreżyserowanie i napisanie filmu. Później w wywiadzie udzielonym magazynowi Empire, opisał Legion samobójców jako Parszywą dwunastkę z superzłoczyńcami. Ayer miał jedynie sześć tygodni na napisanie scenariusza do filmu, ponieważ data premiery została już ustalona przez studio.

### Casting
W październiku 2014 rolę w filmie zaoferowano Ryanowi Goslingowi, Tomowi Hardy'emu, Margot Robbie i Willowi Smithowi. W listopadzie tego samego roku ujawniono, że Jared Leto prowadzi rozmowy w sprawie objęcia roli Jokera (którą pierwotnie zaoferowano Goslingowi). W grudniu 2014 Warner Bros. ogłosiło główną obsadę widowiska. 
Studio rozważało powierzenie roli Amandy Waller Violi Davis, Octavii Spencer lub Oprze Winfrey. Tom Hardy musiał zrezygnować z proponowanej mu roli Ricka Flagga, z powodu swojej pracy na planie filmu Zjawa. Jake Gyllenhaal, który wcześniej współpracował z Ayerem przy Bogach ulicy, otrzymał wtedy ofertę zastąpienia Hardy'ego, ale odmówił. Studio do roli Flagga rozpatrywało wtedy kandydatury Joela Edgertona, Jona Bernthala i Joela Kinnamana. W lutym 2015 do obsady Legionu samobójców dołączył Jay Hernández, a Kinnaman został ostatecznie potwierdzony jako Rick Flagg.

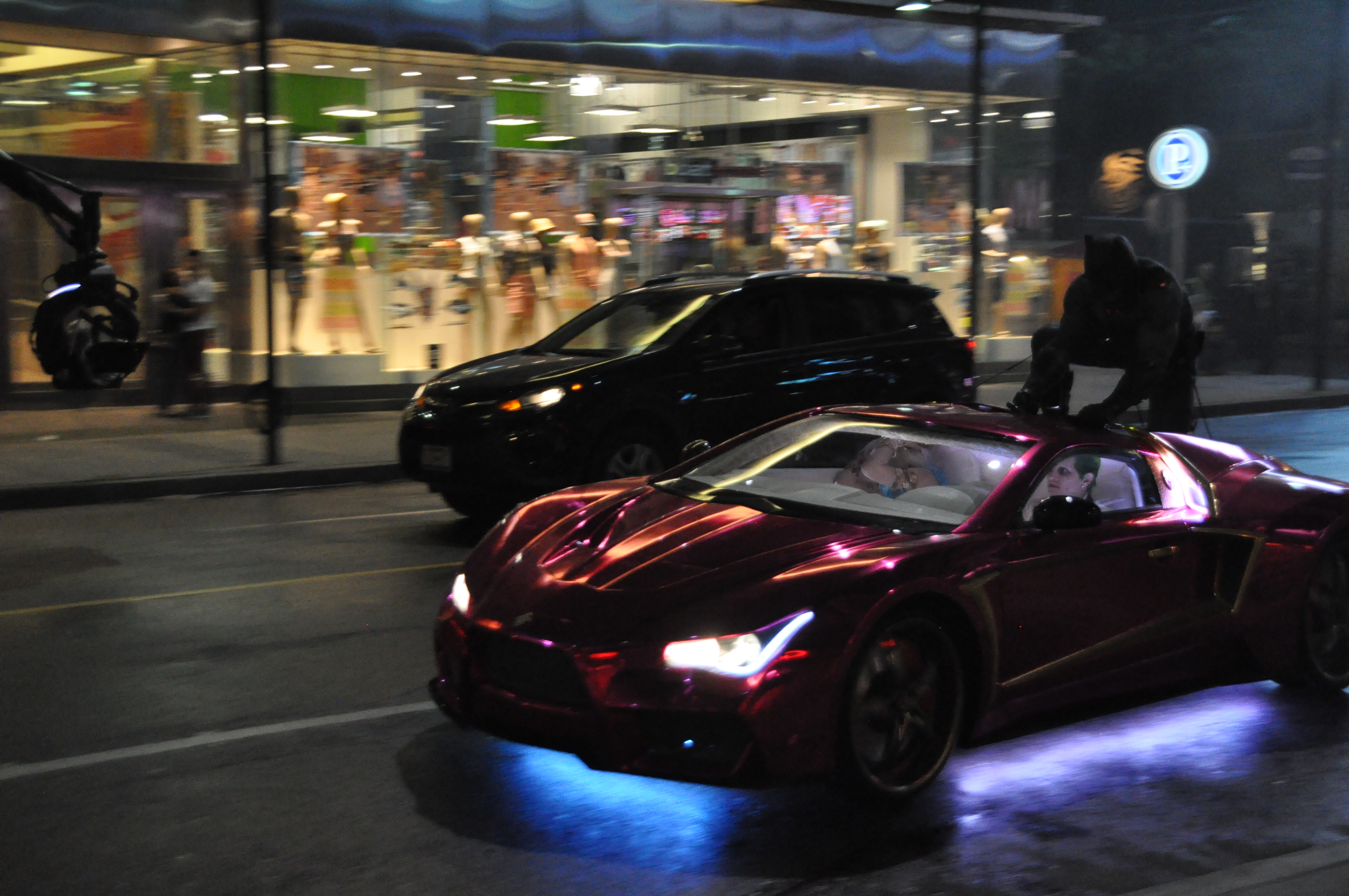
Filmowa scena pościgu, kręcona w maju 2015 w Toronto

Na 87. ceremonii wręczenia Nagród Akademii Filmowej ujawniono, że Viola Davis została obsadzony jako Amanda Waller. W marcu 2015 Scott Eastwood ogłosił, że został obsadzony w produkcji, w tym samym miesiącu potwierdzono, że do obsady dołączyli Adewale Akinnuoye-Agbaje i Karen Fukuhara. W kwietniu 2015 potwierdzono obsadzenie Adama Beacha, Ike'a Barinholtza i Jima Parracka. W styczniu 2016 potwierdzono, że Ben Affleck wystąpi w filmie w roli Batmana.

### Zdjęcia i postprodukcja
Zdjęcia do filmu rozpoczęły się 13 kwietnia 2015 w Toronto. Część zdjęć realizowano w Chicago. Dokrętki miały miejsce w 2016, w następstwie chęci studia do nadania produkcji bardziej lekkiego i komediowego tonu, tym bardziej, gdy Batman v Superman: Świt sprawiedliwości został skrytykowany za zbyt ponurą tonację. Według raportów dokrętki pochłonęły aż 22 miliony dolarów. Potwierdzono również, że Zack Snyder nakręcił do filmu scenę z Flashem. 24 czerwca 2016 David Ayer potwierdził, że film został ukończony. Pomimo zaangażowania wielu osób w proces montażu filmu, jedynie John Gilroy został wymieniony w napisach końcowych. Później okazało się, że prawie wszystkie sceny z udziałem Jareda Leto zostały pominięte w ostatecznej wersji kinowej. Sam aktor w wywiadzie ujawnił, że był zdenerwowany usunięciem jego pracy.
Efekty specjalne do filmu zostały stworzone przez Moving Picture Company, Sony Imageworks, Mammal Studios i Ollin VFX. Ich tworzenie nadzorowali Robert Winter, Mark Breakspaer, Gregory D. Liegey, Charlie Iturriaga i Jerome Chen jako kierownik produkcji.

## Muzyka
Ścieżkę dźwiękową do filmu skomponował zdobywca Oscara, Steven Price. Suicide Squad: Original Motion Picture Score został oficjalnie wydany 8 sierpnia 2016. Album ze ścieżką dźwiękową do filmu, zatytułowany Suicide Squad: The Album, został ogłoszony w czerwcu 2016 i wypuszczono go w dniu premiery film.

## Promocja
Podczas panelu na San Diego Comic-Conie w 2015 zaprezentowano pierwszy zwiastun filmu. Miał on być przeznaczony wyłącznie dla uczestników wydarzenia, ale wyciekł w słabej jakości do internetu. Początkowo Warner Bros. oświadczyło, że nie wyda oficjalnej wersji, jednak już następnego dnia oficjalnie opublikowano materiał.

## Premiera
Światowa premiera miała miejsce 1 sierpnia 2016 roku. Zarówno amerykańska, jak i polska premiera odbyły się 5 sierpnia tego samego roku.

## Odbiór

### Box office
Budżet filmu wyniósł 175 milionów dolarów. W Stanach Zjednoczonych i Kanadzie film zarobił ponad 325 mln USD. W innych krajach zyski wyniosły blisko 422, a łączny zysk 747 milionów dolarów.

### Krytyka w mediach
Film spotkał się z w dużej mierze negatywną reakcją krytyków. W serwisie Rotten Tomatoes 27% z 372 recenzji jest pozytywne, a średnia ocen wyniosła 4,8/10. Na portalu Metacritic średnia ocen z 53 recenzji wyniosła 40 punktów na 100.

## Kontynuacje
Wzmianki o planowanym sequelu pojawiły się już w marcu 2016. Początkowo mili być weń zaaranżowani David Ayer i Will Smith, lecz ostatecznie reżyserem został James Gunn, a Smith nie mógł powtórzyć roli. Film Legion samobójców: The Suicide Squad pojawił się w 2021 roku.
Na początku 2020 roku pojawił się spin-off filmu, Ptaki Nocy (i fantastyczna emancypacja pewnej Harley Quinn).